# District de Kumage (Yamaguchi)
Ne doit pas être confondu avec le district de Kumage dans la préfecture de Kagoshima.
Le district de Kumage (熊毛郡, Kumage-gun) est un district de la préfecture de Yamaguchi, au Japon.

## Géographie

### Démographie
Au 1er novembre 2014, la population du district de Kumage était de 31 370 habitants répartis sur une superficie de 119,63 km2.

### Municipalités du district
- Hirao
- Kaminoseki
- Tabuse